# تهدید رئیس‌جمهور ایالات متحده آمریکا

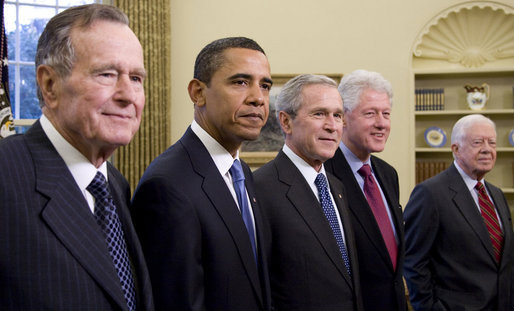
رئیس جمهور های ایالات متحده امریکا

تهدید رئیس جمهور ایالات متحده امریکا یک جنایت و بزه حفاظت شده توسط دولت فدرال است. این جرم عبارتست از گفتن و نوشتنِ هرگونه تهدیدی برای "کشتن، آدم ربایی یا تحمیل صدمات بدنی به رئیس جمهور ایالات متحده" است. این قانون همچنین شامل نامزدهای ریاست جمهوری و روسای جمهور سابق، و نیز نائب رئیس جمهور و نائب رئیس جمهور منتخب نیز می شود. سرویس مخفی ایالات متحده آمریکا به احتمالات نقض این قانون رسیدگی می کند و کسانی را که سابقه تهدید رئیس جمهور را دارند تحت نظر می گیرد. تهدید به رئیس جمهور جرم سیاسی تلقی می شود. مهاجران مرتکب این جنایت می توانند از کشور اخراج شوند.

## نمونه ها
کاریکارتوریستی که تصویر بوش را کشیده بود که پلیسی تفنگش را به سمت او گرفته است، توسط «سرویس مخفی ایالات متحده آمریکا» مورد بازپرسی قرار گرفت. همچنین کودکی که تصویر بوش را گذاشته بود و وسط سر آن پونز قرمزی زده بود و علامت شست رو به پایین کنارش گذاشته بود.

در سال 2010 شخصی بخاطر نوشتن شعر "اسنایپر" درباره ترور اوباما، دادگاهی شد و با وجود اینکه در دادگاه عذرخواهی کرد و گفت تحت تاثیر گروه های نژادپرست قرار گرفته که به او در ترک اعتیادش کمک کرده بودند، به 33 ماه زندان محکوم شد.